# Thorikos (fornlämning i Grekland)
Thorikos är en fornlämning i Grekland.   Den ligger i prefekturen Nomarchía Anatolikís Attikís och regionen Attika, i den sydöstra delen av landet, 40 km sydost om huvudstaden Aten. Thorikos ligger 15 meter över havet.
Terrängen runt Thorikos är kuperad åt nordväst, men åt sydost är den platt. Havet är nära Thorikos österut. Närmaste större samhälle är Lávrio, 2,6 km söder om Thorikos. 